# Goitia, un dios para sí mismo
Goitia, un dios para sí mismo és una pel·lícula mexicana del director mexicà Diego López Rivera estrenada en 1989. Està basada en la vida del pintor mexicà Francisco Goitia.Va ser la pel·lícula més guardonada en l'edició 1990 del lliurament del Premi Ariel, obtenint entre altres el Premi Ariel a la millor pel·lícula.
A més d'utilitzar als Estudios Churubusco, a la Ciutat de Mèxic, la majoria de les escenes es van filmar en exteriors. Entre les locaciones es troben la pròpia Ciutat de Mèxic i ambients rurals dels estats Tlaxcala, Zacatecas i Oaxaca.

## Sinopsi
La proximitat de la seva mort i un últim impuls per pintar un quadre més, porten al pintor mexicà Francisco Goitia a recordar la seva vida.

## Repartiment seleccionat
- José Carlos Ruiz... Goitia
- Angélica Aragón... La Borelli
- Ana Ofelia Murguía... Juana
- Patricia Reyes Spíndola... Deifilia
- Alonso Echánove... Ignacio Beltran
- Alejandro Parodi
- Fernando Balzaretti... Confessor
- María Teresa Pecanins... matrona
- David Villalpando

## Premis
Va ser la pel·lícula més guanyadora del lliurament del Premi Ariel realitzada en 1990, havent estat nominada a set premis, emportant-se les set categories:
- Ariel d'Or a la millor pel·lícula per a Diego López Rivera
- Ariel de Plata a la millor direcció per a Diego López Rivera
- Ariel de Plata a la millor actuació masculina per a José Carlos Ruiz
- Ariel de Plata a la millor fotografia per a Arturo de la Rosa i Jorge Suárez
- Ariel de Plata al millor argument original per a Diego López Rivera, Jorge González de León i Javier Sicilia
- Ariel de Plata a la millor música de fons per a Amparo Rubín
- Ariel de Plata a la millor ambientació per a Teresa Pecanins